# Gothic Kabbalah
Gothic Kabbalah – podwójny album zespołu Therion, wydany 12 stycznia 2007. Składa się z dwóch płyt, które zawierają łącznie ponad 80 minut muzyki. Został wydany 12 stycznia 2007 w Europie, a w USA 6 lutego 2007. Wyprodukowany przez Stefana Glaumanna.

## Lista utworów
| CD1 1. „Der Mitternachtslöwe” – 5:38 2. „Gothic Kabbalah” – 4:33 3. „The Perrennial Sophia” – 4:54 4. „Wisdom and the Cage” – 5:02 5. „Son of the Staves of Time” – 4:47 6. „Tuna 1613: Momentum Excitationis” – 4:23 7. „Trul” – 5:11 8. „Close up the Streams” – 3:55 | CD2 1. „Wand of Abaris” – 5:51 2. „Three Treasures” – 5:20 3. „The Path to Arcady” – 3:54 4. „TOF – The Trinity” – 6:18 5. „Chain of Minerva” – 5:21 6. „The Falling Stone” – 4:46 7. „Adulruna Rediviva” – 13:37 |

## Pozycje na listach
| Lista                | Kraj    | Pozycja |
| -------------------- | ------- | ------- |
| OLiS                 | Polska  | 21      |
| Sverigetopplistan    | Szwecja | 26      |
| Media Control Charts | Niemcy  | 59      |